# Blazing Saddles
Blazing Saddles (conocida como Un comisario de película en Hispanoamérica, Locuras en el Oeste en Argentina y Sillas de montar calientes en España) es una película estadounidense de 1974 dirigida por Mel Brooks. Es considerada como la película con mayores recaudaciones de 1974, además de ser catalogada como una de las diez más grandes comedias estadounidenses de todos los tiempos, de acuerdo con la publicación AFI's 100 años... 100 sonrisas del American Film Institute.
Brooks interpreta a varios personajes secundarios, entre ellos el gobernador Le Petomane y el indio yidis Chief. El músico Count Basie tiene una breve aparición en la película. En 2006, la película fue considerada «cultural, histórica y estéticamente significativa» por la Biblioteca del Congreso de Estados Unidos y seleccionada para su preservación en el National Film Registry.

## Argumento
En la frontera americana de 1874, una nueva vía ferroviaria pronto será desviada a través de Rock Ridge, para evitar las arenas movedizas. El abogado general Hedley Lamarr quiere forzar a los residentes de Rock Ridge a dejar su pueblo, y manda a una pandilla de matones, liderados por su secuaz Taggart, para disparar al sheriff y destrozar el pueblo. La gente del pueblo exige al Governador William J. Le Petomane a nombrar a un nuevo sheriff para protegerlos. Lamarr persuade al inepto Le Petomane para nombrar a Bart, un trabajador ferroviario negro, quien iba a ser ejecutado por atacar a un guardia blanco. Según Lamarr, un sheriff negro ofendería a los habitantes de tal manera que provocaría caos y dejarían el pueblo a su merced.
Tras una inicial recepción hostil (donde el Sheriff Bart se toma así mismo como rehén para escapar), este se confía en su astucia y la asistencia de Jim, un pistolero alcohólico conocido como "Waco Kid", para superar la hostilidad del pueblo. Bart derrota a Mongo, un inmensamente fuerte, bobalicón, pero filosófico secuaz enviado para asesinarlo; cuando Bart visita la construcción de la vía ferroviaria y descubre los intereses de Lamarr en los terrenos, Waco Kid dispara a Taggart y sus matones; finalmente, Bart logra desmaniobrar a la seductora alemana Lili von Shtupp en su propio juego, lo que hace que Lili se enamore del mismo. Lamarr, indignado que sus planes han fracasado, prepara un plan nuevo y más grande reclutando un ejército de matones, entre los que se incluyen criminales comunes, miembros del Ku Klux Klan, nazis y metodistas.
Tres millas al este de Rock Ridge, Bart presenta ante la gente blanca del pueblo a los trabajadores negros, chinos e irlandeses, quienes han aceptado ayudar al pueblo a cambio de ser aceptados por la comunidad, y explica su plan para derrotar al ejército de Lamarr. Estos trabajan toda la noche para construir una réplica perfecta del pueblo, como distracción; sin gente en ella, aunque Bart reconoce que no será suficiente para engañar a los villanos. Mientras el pueblo construye réplicas de sí mismos, Bart, Jim, y Mongo tratan de ganar de tiempo al construir una cabina de peaje, forzando al ejército a pagar montones de monedas para pagar el peaje. Posteriormente, el ejército de Lamarr atacan al falso pueblo compuesto de maniquiés, los cuales tienen dinamita. Luego de que Jim detona las bombas al dispararles, lanzando a los enemigos y sus caballos por los aires, la gente del pueblo de Rock Ridge va al ataque.
La resultante pelea entre los pueblerinos, los trabajadores, y los matones de Lamarr rompe la cuarta pared de tal manera que se esparce en otro set, donde el director Buddy Bizarre dirige un número musical; luego en el comedor del estudio donde pelean con comida, y finalmente fuera de los estudios de la Warner Bros. hacia las calles de Burbank. Lamarr, reconociendo su derrota, huye en un taxi y le exige que lo lleve lejos de la película. Se oculta en el Teatro Chino de Grauman, donde justamente se estrena Blazing Saddles. Mientras se sienta, ve a Bart llegando a caballo en las afueras del teatro. Bart bloquea el escape de Lamarr, y luego le dispara en su intimidad. Bart y Jim entran al teatro para ver el final de película, en la cual Bart anuncia a los pueblerinos que se marcha de Rock Ridge. Al dejar el pueblo, encuentra a Jim y lo invita a "ningún lugar en especial". Ellos recorren hacia la puesta de sol a caballo, pero se detienen ante una limusina con chofer incluido y prosiguen su camino en el vehículo.

## Reparto
- Cleavon Little como Sheriff Bart.
- Gene Wilder como Jim.
- Harvey Korman como Hedley Lamarr.
- Madeline Kahn as Lili von Shtupp.
- Slim Pickens como Taggart.
- Dom DeLuise como Buddy Bizarre.
- Mel Brooks como Gobernador William J. Le Petomane / Jefe indio
- Liam Dunn como Reverendo Johnson.
- George Furth como Van Johnson.
- Burton Gilliam como Lyle.
- John Hillerman como Howard Johnson.
- David Huddleston como Olson Johnson.
- Richard Collier como Dr. Samuel Johnson
- Alex Karras como Mongo.
- Jack Starrett como Gabby Johnson.
- Robyn Hilton como Miss Stein.
- Rodney Allen Rippy como Young Bart.
- Charles McGregor como Charlie.
- Robert Ridgely como Boris, el verdugo.
- Carol Arthur como Harriet Johnson.
- Anne Bancroft como Extra de la iglesia.
- Ralph Manza como Hombre de la comisaría interpretando a Hitler.